# Оля Лялина
Оля Лялина (род. 4 мая 1971, Москва, СССР) — медиа-художница, первопроходец нет-арта, теоретик новых медиа, профессор Merz Akademie в Штутгарте.

## Биография
Родилась в Москве в 1971 году. Училась на факультете журналистики в МГУ. В 1990-е годы работала кинокритиком. Увлечённость кинематографом привела художницу к сотрудничеству с Борисом Юханановым, Глебом Алейниковым, Андреем Сильвестровым и другими, вместе с которыми был организован киноклуб «СинеФантом», где впервые проявился интерес Лялиной к интернет-эстетике. Создав для киноклуба сайт, художница задумалась о возможности создания нет-фильма, сделанного «специально для браузера». Так появилась первая работа художницы — «My boyfriend came back from the war». Основала Первую Настоящую Сетевую Галерею и Последний Настоящий Сетевой Музей Art Teleportacia.

## Творчество
«My boyfriend came back from the war» — нет-арт работа, существующая в виртуальном пространстве. Расположенный на сайте в сетевом пространстве нет-фильм выполнен в технике полиэкрана и представляет собой гипертекст, таким образом, давая пользователю возможность через серию кликов формировать свою собственную историю. При помощи гипертекста появляются различные фразы, размещённые в отдельных экранах. При этом пользователь имеет возможность кликнуть либо ссылку, либо картинку, которые поведут его по разному пути.

### Теоретические работы
- 2010 год — Digital Folklore Reader[11].
- 2012 год — статья «Turning Complete User» Архивная копия от 3 ноября 2016 на Wayback Machine, в которой был обоснован одноимённый термин, а также создана типологизация сетевых пользователей.
- 2013 год — User Rights Declaration Архивная копия от 3 ноября 2016 на Wayback Machine.

### Художественные проекты
- 1998 — MINIATURES OF THE HEROIC PERIOD Архивная копия от 11 ноября 2016 на Wayback Machine
- 1999 — Location="Yes" I Архивная копия от 11 ноября 2016 на Wayback Machine
- 2000 — Last Real Net Art Museum Архивная копия от 30 октября 2016 на Wayback Machine
- 2000 — Masha Draws Архивная копия от 11 ноября 2016 на Wayback Machine
- 2001 — Artist as an expert Архивная копия от 11 ноября 2016 на Wayback Machine
- 2002 — Some Universe. The most beautiful web page Архивная копия от 11 ноября 2016 на Wayback Machine
- 2002—2003 — Zombie & Mummy Архивная копия от 16 ноября 2016 на Wayback Machine
- 2003 — Gravity Архивная копия от 11 ноября 2016 на Wayback Machine
- 2003 — Merry Christmas Архивная копия от 11 ноября 2016 на Wayback Machine
- 2004 — 1000$ Page Архивная копия от 11 ноября 2016 на Wayback Machine
- 2004 — Online Newspapers Архивная копия от 24 декабря 2016 на Wayback Machine
- 2005 — Frozen Niki Архивная копия от 3 ноября 2016 на Wayback Machine
- 2005—2012 — Animated GIF Model Архивная копия от 15 октября 2016 на Wayback Machine
- 2006 — With Elements of Web 2.0 Архивная копия от 11 октября 2016 на Wayback Machine
- 2006 — Midnight Архивная копия от 31 октября 2016 на Wayback Machine
- 2007 — Three Blingee Masterpieces Архивная копия от 11 ноября 2016 на Wayback Machine
- 2008 — Agatha Appears Архивная копия от 4 июля 2013 на Wayback Machine
- 2009—2012 — Crystallize and Emboss Архивная копия от 11 ноября 2016 на Wayback Machine
- 2011—2012 — Once Upon Архивная копия от 31 октября 2016 на Wayback Machine
- 2013 — Online Newspapers, édition française Архивная копия от 4 ноября 2016 на Wayback Machine
- 2013 — Summer Архивная копия от 11 ноября 2016 на Wayback Machine
- 2014 — 640x480
- 2015 — Best Effort Network Архивная копия от 4 ноября 2016 на Wayback Machine
- 2016 — Webmaster Summer Архивная копия от 21 октября 2016 на Wayback Machine